# XIV. Panzerkorps (Wehrmacht)
Das Generalkommando XIV. Armeekorps war ein Großverband des Heeres der deutschen Wehrmacht im Zweiten Weltkrieg. Es wurde am 1. April 1938 in Magdeburg als XIV. Armeekorps (mot.) aufgestellt, im Juni 1942 als Gruppe Wietersheim bezeichnet und ab 21. Juni 1942 in XIV. Panzerkorps umbenannt. Es kam 1941 an die Ostfront, wurde im Januar 1943 in Stalingrad vernichtet und nach einer Neuformation bis zum Kriegsende an der italienischen Front eingesetzt.

## Geschichte

### 1939/40
Nach der Mobilisierung am 1. August 1939 wurde das XIV. Armeekorps (mot.) im Rahmen der 10. Armee beim Angriffskrieg gegen Polen eingesetzt. Die unterstellte 13. und 29. Infanterie-Division (mot.) wurde bis 9. September nach dem Vorstoß zur Weichsel bei Deblin und Kozienice zur Schließung des Kessels von Radom herangezogen und kämpfte in der zweiten Feldzugsphase im Raum Warschau.
Im Dezember 1939 lag das Korps im Verband der 16. Armee während des Sitzkrieges im Raum Trier und trat danach in Reserve der Heeresgruppe A. Während des deutschen Angriffes im Westfeldzug (Mai 1940) wurde das Korps in den Ardennen hinter der 12. Armee als Reserve der Panzergruppe Kleist konzentriert. Nach dem Durchbruch zum Kanal wurde das Korps vorzeitig im Raum Cambrai gestoppt um eine Front nach Süden aufzubauen.
In der zweiten Angriffsphase (Juni 1940) der Heeresgruppe B zugeordnet, wurde das Generalkommando abwechselnd bei der 6. und 4. Armee am Somme-Abschnitt eingesetzt. Dabei waren dem Generalkommando die 9. und 10. Panzer-Division, die 13. Infanterie-Division (mot.) und das Infanterie-Regiment Großdeutschland unterstellt und stieß über die Loire in den Raum Poitiers und Angouleme vor. Zwischen Juli und September im Raum Orléans als Sicherung der dort etablierten 12. Armee unterstellt, wurde das Korps samt dem Armeekommando ab Oktober 1940 zurück nach Polen verlegt.

### 1941

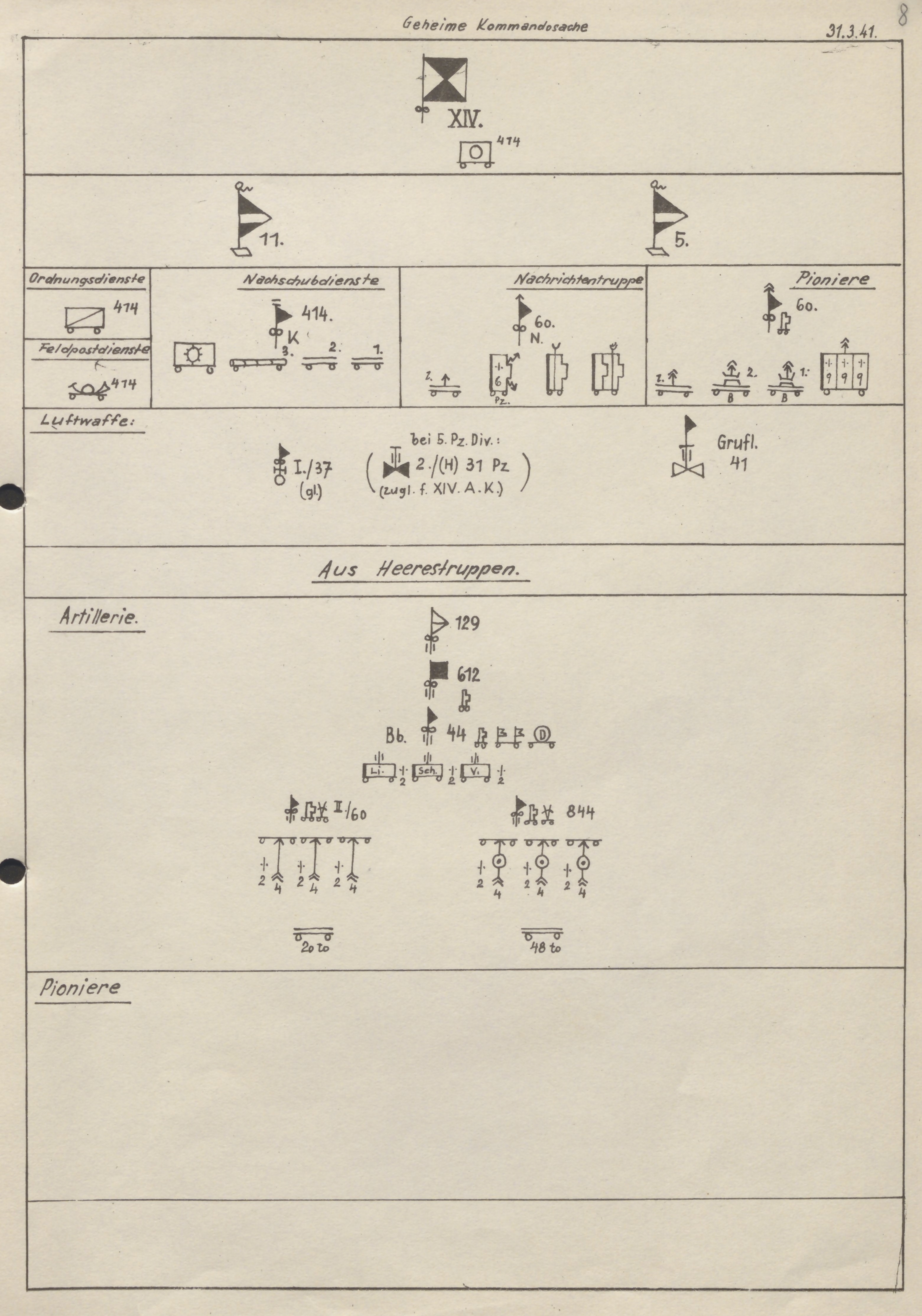
Gliederung des XIV. Panzerkorps am 31. März 1941, taktische Zeichen

Ab Januar 1941 wurde das Kommando mit der 12. Armee nach Rumänien verlegt und nahm im April am Balkanfeldzug teil. Im westlichen Bulgarien aufmarschierend, griff das Korps aus dem Bereitstellungen nordwestlich von Sofia gegen den Morava-Abschnitt an. Die Truppen des Kommandierenden General von Wietersheim brachen mit der 60. Infanterie-Division (mot.), sowie  5. und 11. Panzer-Division über Pirot in Serbien ein. Das Generalkommando wurde nach kurzem Aufenthalt bei der 2. Armee für den Angriff auf die Sowjetunion nach Galizien verlegt und der Panzergruppe 1 (Generalfeldmarschall Kleist) als Reserve zugeführt.
Nach Anlaufen der Operation Barbarossa wurde es der Panzergruppe 1 über Annopol mit der 9. Panzer-Division und den SS-Divisionen „Leibstandarte“ und „Wiking“ nachgeführt. Während der Panzerschlacht von Luzk-Dubno führte es bei Zloczow Abwehrkämpfe gegen sowjetische Panzerangriffe. Am 2. Juli konnte Tarnopol genommen und am 7. Juli die Stalinlinie durchbrochen werden. Am 16. Juli wurde Biala Zerkow erreicht und danach nach Süden abgeschwenkt um bis 8. August an der Kesselschlacht bei Uman teilzunehmen. Der weitere Vormarsch erfolgte auf Perwomaisk, am 16. August nahm es an der Einnahme von Kriwoi Rog teil und erreichte zwei Tage später den Dnjepr im Raum Dnjepropetrowsk. Danach angehalten und zurück nach Norden gelenkt, wurde ab 11. September der Dnjepr bei Krementschug überschritten, um an der Kesselschlacht um Kiew teilzunehmen. Das Korps setzte mit der 9. Panzer-, 16. und 25. Infanterie-Division (mot.) im Zusammenwirken mit den Divisionen des XXXXVIII. Armeekorps (mot.) (General Kempf) zum Durchbruch nach Norden an. Am 15. September wurde die Verbindung mit den Truppen der Panzergruppe 2 bei Lochwitza hergestellt und die östliche Kesselfront geschlossen. Nach der Niederkämpfung gegnerischer Durchbruchsversuche wurde das Korps über Zaritschanka—Majatschka an den Oriol-Abschnitt vorgezogen. Bis zum 27. September war es auf Nowomoskowsk vorgestoßen und bildete am Ostufer der Samara einen Brückenkopf. Die 16. Panzerdivision war auf Kobeljaki, Teile der zugewiesenen 14. Panzerdivision zehn Kilometer südlich Nowomoskowsk nachgefolgt. Am 2. Oktober hatten die Truppen im Rahmen der Schlacht am Asowschen Meer den Raum nordwestlich Orechow erreicht. Am 4. Oktober wurde der westliche Flügel auf die Saporoshje und Nowo Grigorjewskoje vorgeschoben und konnte am 5. Oktober sowjetische Gegenangriffe bei Semenowka abwesen. Das XIV. Korps hatte den Kessel am Asowschen Meer am 9. Oktober durch ihren Vorstoß von Nordosten und Osten geschlossen. Die unterstellten Divisionen standen im Vormarsch, die 16. Panzerdivision nach Andrejewka, die 60. Infanterie-Division (mot.) nach Semenowka und die SS-Brigade „Wiking“ im Raum östlich von Mermentschik. Nach dem Abschluss dieser Schlacht war das Korps an den Kalmius-Abschnitt beiderseits Karan vorgestoßen und schob am 12. Oktober die 16. Panzerdivision nach Michailowskaja, die SS-Brigade „Wiking“ nach Pawlopol und westlich davon die motorisierte 60. Infanterie-Division in den Raum ostwärts von Mariupol nach. Im November 1941 führte das Korps den Vorstoß auf Rostow, wurde durch die sowjetische Gegenoffensive zum Rückzug gezwungen und verteidigte im Winter 1941/42 die Stellungen gegenüber der sowjetischen 56. Armee am südlichen Mius.

### 1942
Bis Juni 1942 auch als Gruppe von Wietersheim bezeichnet, stand das Generalkommando im Verband der 1. Panzerarmee am südlichsten Abschnitt der Ostfront am Mius bis Taganrog. Am 21. Juni wurde es in XIV. Panzerkorps umbenannt und trat wenige Tage darauf beim Unternehmen Blau aus dem Raum Artemowsk zur deutschen Sommeroffensive über den Donez nach Osten an. Nach der Einnahme von Millerowo Mitte Juli wurde das Generalkommando der 6. Armee beim Vormarsch zum großen Donbogen zugeteilt. Anfang August 1942 umschloss es zusammen mit den Divisionen des VIII. und LI. Armeekorps den Kessel von Kalatsch um die sowjetische 62. Armee und drang nach Stalingrad vor. Das XIV. Panzerkorps hatte die Aufgabe den nördlichen Flügel der 6. Armee vor Gegenangriffen der sowjetischen 66. Armee zwischen Don und Wolga zu sichern. Nach der Umgruppierung der Streitkräfte für den Angriff auf Stalingrad, wurden die 3. und motorisierte 60. Infanterie-Division sowie die 16. Panzer-Division im nördlichen Korridor zwischen beiden Flüssen eingesetzt, um am 23. August bei Rynok zur Wolga durchzubrechen. Vom XIV. Korps musste ein 29 Kilometer breiter Streifen südlich der Linie Kotluban-Orlowka abgesichert werden. Während der Offensive durch die sowjetische 1. Garde- und 66. Armee vom 3. bis zum 12. September im Norden von Stalingrad, leisteten die 24. Panzerdivision und die 60. Infanterie-Division (mot.) die Abwehr. Am 14. September 1942 wurde General von Wietersheim von Hitler verabschiedet, weil er vorgeschlagen hatte, den weiteren Angriff auf Stalingrad aufzugeben. Der neue Befehlshaber Generalmajor Hans-Valentin Hube befahl am 27. September einen erneuten Angriff auf den Orlowka-Frontvorsprung, der allerdings schnell zusammenbrach, so dass die 94. und 389. Infanteriedivision als Verstärkung zugeführt werden mussten. Bis 2. Oktober 1942 scheiterte eine weitere sowjetische Offensive an der Abwehrfront des Korps, obwohl dabei die neu gebildete sowjetische 4. Panzerarmee angesetzt wurde. Am 20. November löste Generaloberst Friedrich Paulus das Generalkommando aus der nördlichen Front von Stalingrad heraus, um mit der 29. Infanteriedivision (mot.) die bedrohten Rückzugsweg bei Kalatsch am Don offenzuhalten. General Hube übernahm in Golubinskaja die Verteidigung der Don-Übergange und erhielt Teile der 14. und 16. Panzerdivision als Verstärkung. Das XIV. Panzerkorps wurde von überlegenen sowjetischen Panzerkräften abgedrängt, mit dem Gros der 6. Armee abgeschnitten und bis zum Februar 1943 im Kessel von Stalingrad vernichtet.

### 1943
Neu aufgestellt wurde das Korps am 5. März 1943 unter General Hube im besetzten Frankreich. Von Juni bis August 1943 stand das Generalkommando zur Verfügung des Oberbefehlshabers Süd in Mittelitalien. Nach der alliierten Landung auf Sizilien (Operation Husky ab 10. Juli) wurde das Generalkommando mit Gegenangriffen beauftragt. Am 31. Juli übergab der italienische General Guzzoni das Kommando über die Insel an den deutschen General Hube, dem die
15. und 29. Panzergrenadier-Division, die Panzer-Division Hermann Göring und die 1. Fallschirmjäger-Division zugeteilt waren.
Im Unternehmen Lehrgang (17. August 1943) wurden alle Truppen über die Straße von Messina auf das Festland zurückgenommen. Fast 40.000 Soldaten, 9.000 Fahrzeuge, 27 Panzer und 94 Geschütze wurden erfolgreich nach Kalabrien evakuiert.
Am 22. Oktober 1943 wurde General der Panzertruppe von Senger und Etterlin neuer Kommandierender General des vor Salerno und am Sangro eingesetzten Korps.
Nach der Zuteilung zur 10. Armee waren dem Generalkommando die 29. und 90. Panzergrenadier-Division sowie die 20. Luftwaffen-Felddivision unterstellt.

### 1944/45
Anfang Januar 1944 hatte die 5. US-Armee unter Generalleutnant Clark die Gustav-Linie entlang des Garigliano erreicht und war dort auf neuen Widerstand getroffen. Das XIV. Panzerkorps sollte das Vordringen der Alliierten durch das Liri-Tal in Richtung auf die italienische Hauptstadt Rom verhindern. Dabei kam es zu der Schlacht von Monte Cassino. Die Befehlsführung beim Klosterberg oblag dem angrenzenden Generalkommando des LI. Gebirgskorps unter General der Gebirgstruppe Feurstein. Erst am 11. Mai 1944 begann die entscheidende alliierte Schlussoffensive, der Angriff erfolgte von der See bis über Cassino hinaus auf 32 Kilometer Breite. Dem britischen XIII. Korps unter General Kirkman gelang die Umgehung des Berges und damit der Einbruch in die Gustav-Linie, dieser Erfolg ermöglichte der vor der Front des XIV. Panzerkorps angreifenden 5. US-Armee den Durchbruch auf Rom.
Ab Juni 1944 folgten Rückzugskämpfe im Verband der 14. Armee durch die Toscana auf Bologna. Nach dem Zusammenbruch der deutschen Frontlinien bei Bologna während der alliierten Frühjahrsoffensive 1945 am 21. April, setzte das Korps über den Po und führte den Rückzug über Verona nach Südtirol fort. Zuletzt waren dem Kommando die 65. und 94. Infanteriedivision und die 8. Gebirgsdivision unterstellt. Am 2. Mai 1945 wurde die bereits am 29. April 1945 in Caserta durch die Heeresgruppe C unterzeichnete Kapitulation wirksam.

## Führung
Kommandierende Generale
- General der Infanterie Gustav von Wietersheim 1. April 1938 bis 14. September 1942
- Generalleutnant Hans-Valentin Hube 14. September 1942 – Januar 1943
- Generalleutnant Helmuth Schlömer 17. Januar 1943 bis 5. März 1943 (nach Gefangennahme Mitglied des Nationalkomitee Freies Deutschland)[3]
- Generaloberst Hans-Valentin Hube 5. März 1943 bis 2. September 1943
- General der Panzertruppe Hermann Balck 2. September 1943 bis 1. Oktober 1943
- Generaloberst Hans-Valentin Hube 1. – 22. Oktober 1943
- General der Panzertruppe Fridolin von Senger und Etterlin 22. Oktober 1943 – Mai 1945